# لاسسیلا
لاسْسیلا (به فنلاندی: Lassila) یک منطقهٔ مسکونی در فنلاند است که در هلسینکی واقع شده‌است. لاسسیلا ۱٫۲۹ کیلومتر مربع مساحت و ۴٬۰۸۹ نفر جمعیت دارد.